# Glenea dejeani
Glenea dejeani là một loài bọ cánh cứng trong họ Cerambycidae.